# Asota albiluna
Asota albiluna là một loài bướm đêm trong họ Erebidae.